# Dog's Life
Dog's Life es un videojuego de acción-aventura desarrollado por Frontier Developments exclusivamente para PlayStation 2.

## Trama
Ambientada en Clarksville, una ciudad ubicada en el campo estadounidense. Un día, el protagonista, Jake el Foxhound americano, presencia a Daisy, un Labrador retriever a quien tiene un enamorarse, se lo llevan los cazadores de perros y decide rescatarla. Los sigue desde la pequeña ciudad de Clarksville, a un centro turístico de montaña llamado Lake Minniwahwah, y finalmente a Boom City, utilizando la información obtenida de las conversaciones entre humanos para localizarlos. A lo largo de su aventura, Killer, un Dobermann perteneciente a un cazador de perros, lo acosa continuamente.
Finalmente, se revela que la señorita Peaches, directora de una empresa de comida para gatos, está haciendo los arreglos para que los perros sean capturados y llevados de contrabando a una fábrica, donde se convertirán en su comida para gatos. Jake finalmente llega a la perrera, y después de rescatar a varios perros y sobornar a Killer con huesos, logra la entrada a la fábrica. Allí, logra evitar que Daisy sea asesinada por la maquinaria mientras la atraviesa en una cinta transportadora, solo para que Miss Peaches aparezca con una escopeta. Jake se tira un pedo, enviándola a caer sobre la cinta transportadora, donde es llevada a través de la maquinaria que la convierte en su propia comida para gatos.
El epílogo revela que todos los perros robados se salvaron y que Jake y Daisy están juntos.

## Jugabilidad
El juego permite al jugador controlar o interactuar con más de 15 razas de perros, cada una con características y habilidades distintas. Manejan las cosas de una manera diferente, que también se puede usar en desafíos o acertijos.
El juego se divide en tres áreas: Clarksville, una ciudad rural; El lago Minniwahwah, una estación de esquí; y Boom City. Luego, estos se dividen en áreas más pequeñas, como distritos o granjas. En todas las áreas hay humanos dispuestos a dar misiones a cambio de huesos. Los huesos también se pueden encontrar enterrados bajo tierra o escondidos en algún lugar. Los huesos se utilizan para aumentar tus estadísticas, lo que facilitará la realización de misiones.
Ciertos olores captados a través de la "Smellovision" del juego activarán desafíos contra un perro local. En cada pequeña sección del juego hay cuatro desafíos, dos de los cuales son encontrar ocho olores del mismo color y competir contra un perro local. Estas misiones incluyen carreras, pruebas de obediencia, juegos de tira y afloja y un juego territorial donde el jugador debe correr alrededor orinando en áreas marcadas para obtener territorio.
También hay salones en algunos niveles donde Jake puede limpiar y cepillar su abrigo. También gana un collar nuevo brillante con una 'J' plateada en la parte delantera.
Una vez que estos perros son golpeados, el jugador puede tomar el control de ese perro y usar sus habilidades especiales para encontrar otros huesos. Otros desafíos incluyen desafíos de recolección de olores y un minijuego llamado "Doggy Do", donde el jugador debe copiar los movimientos del perro local. También hay peligros en ciertas áreas, como el cazador de perros y su Doberman. El jugador también debe mantener saludable a Jake alimentándolo, permitiéndole defecar y persuadiendo a la gente para que le dé bocadillos a Jake gruñendo y ladrando o realizando trucos desbloqueados al hacer las pruebas de obediencia. Jake puede hacer una variedad de trucos que incluyen mendigar, sentarse, acostarse y marcar su territorio.
Jake puede interactuar con muchos personajes, incluidos: perseguir gallinas, robar salchichas y sacudir gatitos.

## Recepción
Dog's Life recibió críticas "mixtas" según el agregador de reseñas Metacritic.
Eurogamer encontró el juego divertido, pero consideró que ofrecía poco para los jugadores experimentados, ya que estaba dirigido a un público más joven. Elogiaron el "cálido sentido del humor" y las "bonitas imágenes" del juego y encontraron que la idea de controlar a un perro era "realmente genial". GameSpot dijo: "No hay mucho en Dog's Life, pero lo que hay es lo suficientemente entretenido, y ciertamente te permite hacer cosas que no puedes hacer en cualquier otro juego". GameSpy lo llamó "un buen cambio de ritmo", pero encontró que el juego era soso y consideró que estaba dirigido más a niños más pequeños que a adolescentes. IGN calificó la jugabilidad como "simple y bien ejecutada", pero señaló que las imágenes "parecen como si el juego hubiera sido extraído de un título de PSone" y que el audio parecía "por todos lados". Charles Herold de  The New York Times  calificó el juego como "divertido pero olvidable. Esperaba algo más: la sensación de total y absoluta admiración". En Japón, Famitsu le dio una puntuación de uno ocho, uno seis y dos sietes, para un total de 28 de 40.
Según Guinness World Records Gamer's Edition 2009, Dog's Life tiene el récord mundial de la mayor cantidad de voces en off de videojuegos grabadas por una persona en un juego. Kerry Shale prestó su voz a 32 personajes del juego.